# All Over the Place
| Críticas profissionais        | Críticas profissionais |
| Avaliações da crítica         | Avaliações da crítica  |
| Fonte                         | Avaliação              |
| ----------------------------- | ---------------------- |
| AllMusic                      | [ 1 ]                  |
| The Rolling Stone Album Guide | [ 2 ]                  |
| Spin Alternative Record Guide | 8/10                   |
| The Village Voice             | A−                     |

All Over the Place é o álbum de estreia da banda de pop rock americana The Bangles. Lançado em 1984 através da Columbia Records, o som é animado e mostra mais colaboração das Bangles e menos overdubs de teclado do que foram usados mais tarde em seus álbuns mais bem sucedidos comercialmente. Embora o álbum não tenha sido um grande sucesso comercial, vindo a alcançar o nº 153 na tabela de álbuns da Billboard 200 e não produzindo nem um sucesso, ele vendeu bem, principalmente por meio de airplays, estando constante nas estações de rádio das faculdades. Também lhes deu a chance de se apresentar como artistas de abertura para Cyndi Lauper e Huey Lewis and the News e levaram o grupo a conseguir a atenção de Prince, que escreveria futuramente "Manic Monday", o primeiro sucesso das meninas.
Dois singles foram lançados deste álbum: "Hero Takes a Fall", que atingiu o topo do U.K. Top 40 e "Going Down to Liverpool", escrito por Kimberley Rew da Katrina and the Waves, que ganhou o BPI Award, o equivalente britânico ao Grammy. O video para "Going Down to Liverpool" apresenta Leonard Nimoy, que era o motorista da banda.
O álbum foi relançado em 2008 pela gravadora Wounded Bird Records (WOU 9220), adicionando uma faixa bônus: "Hero Takes a Fall" (Single Remix). Em 2010, a gravadora britânica Cherry Pop re-lançou o álbum com uma faixa bônus, o single "Where Were You When I Needed You", que foi originalmente lançado como b-side para "Hero Takes a Fall".

## Performance comercial
O álbum passou 30 semanas nas paradas de álbuns da U.S. Billboard e alcançou sua posição máxima de número #153 em janeiro de 1985.

## Faixas
| N.º            | Título                                                           | Compositor(es)                | Duração |  |
| 1.             | "Hero Takes a Fall"                                              | Susanna Hoffs, Vicki Peterson | 2:54    |  |
| 2.             | "Live" (cover de The Merry-Go-Rou, 1967)                         | Emitt Rhodes                  | 2:36    |  |
| 3.             | "James"                                                          | Peterson                      | 2:36    |  |
| 4.             | "All About You"                                                  | Peterson                      | 2:26    |  |
| 5.             | "Dover Beach"                                                    | Hoffs, Peterson               | 3:48    |  |
| 6.             | "Tell Me"                                                        | Hoffs, Peterson               | 2:15    |  |
| 7.             | "Restless"                                                       | Hoffs, Peterson               | 2:41    |  |
| 8.             | "Going Down to Liverpool" (cover de Katrina and the Waves, 1983) | Kimberley Rew                 | 3:41    |  |
| 9.             | "He's Got a Secret"                                              | Peterson                      | 2:42    |  |
| 10.            | "Silent Treatment"                                               | Peterson                      | 2:07    |  |
| 11.            | "More Than Meets the Eye"                                        | Peterson                      | 3:19    |  |
| Duração total: | Duração total:                                                   | Duração total:                | 31:33   |  |

## Crédito

### The Bangles
- Susanna Hoffs →  vocal, guitarra rítmica
- Vicki Peterson →  vocal, guitarra solo
- Debbi Peterson →  vocal, bateria
- Michael Steele →  baixo

### Músicos adicionais
- Jimmie Haskell → arranjo de cordas em "More Than Meet the Eye"

### Produção
- Andrew Berliner → engenharia adicional
- Joe Chiccarelli → mixagem
- Nancy Donald, Tony Lane → direção de arte
- Bob Seidemann, Bruce Kalberg, Ed Colver, Jeffrey Scales, Larry Rodriguez, Mike Condello, Pete Lamson, Terry Dorn → colagem de fotografia